# Frontera entre Cambodja i Laos
La frontera entre Cambodja i Laos és una línia sinuosa de 555 kilòmetres d'extensió en sentit est-oest, que separa el sud de Laos del nord-est de Cambodja. La frontera és travessada pel riu Mekong, que no és navegable en alguns punts a causa de la cascada Khone i té el pont extrem sud a l'altura del paral·lel 14° nord. A l'est comença al trifini entre Laos-Cambodja-Tailàndia i a l'est acaba al trifini d'ambdós estats amb el Vietnam. Separa les províncies laosianes d'Attapeu i Champassak de les províncies cambodjanes de Preah Vihear, Stung Treng i Ratanakiri.
Aquesta frontera es va formar amb la història conjunta d'aquestes dues antigues colònies franceses, que van quedar sota el domini francès com a part de la Indoxina francesa des de finals del segle xix fins a la seva independència l'any 1953. A la dècada de 1960 i 1970 les dues nacions es van implicar en les guerres de Vietnam i Cambodja.